# Thủy điện Nậm Xá
Thủy điện Nậm Xá là thủy điện xây dựng trên dòng nậm Xá tại xã Chiềng Ân huyện Mường La tỉnh Sơn La, Việt Nam
.
Thủy điện Nậm Xá có công suất lắp máy 9,6 MW với 2 tổ máy, khởi công 10/2012, hoàn thành 12/2015 .

## Nậm Xá
Nậm Xá là phụ lưu nhỏ cấp 2 của sông Đà, bắt nguồn từ vùng núi ở phần bắc hai xã Chiềng Ân và Chiềng Công huyện Mường La 21°31′21″B 104°15′25″Đ / 21,5225°B 104,25694°Đ, chảy uốn lượn về hướng tây nam.
Đến bản Pa Xá Hồng thì nậm Xá hợp lưu với nậm Hồng từ phía đông chảy đến 21°27′14″B 104°10′36″Đ / 21,45389°B 104,17667°Đ thành dòng nậm Pia là phụ lưu cấp 1 của sông Đà.
Nậm Pia chảy qua bản Mường Pia xã Chiềng Hoa thì đổ vào sông Đà phía bờ trái, phía dưới Thủy điện Sơn La chừng 10 km  21°25′31″B 104°7′29″Đ / 21,42528°B 104,12472°Đ.

## Chỉ dẫn
1. ↑  Trong tiếng Tày-Thái "Nậm" đã có nghĩa là nước, sông, suối.